# Вестерн-комиксы
Вестерн-комиксы — жанр комиксов, в которых, как правило, изображается Дикий запад (в который принято включать территории западнее от реки Миссисипи) в середине и конце девятнадцатого века. Термин обычно ассоциируется с комиксами, которые были опубликованы с конца 1940-х по 1950-е годы (хотя жанр продолжает быть популярным в Европе, и сохраняется в ограниченной форме в американской индустрии комиксов). В сюжете вестерн-комиксов обычно присутствуют истории о ковбоях, стрелках, шерифах, охотниках за головами, преступниках и индейцах. На фоне этого изображается сельское население Америки в XIX в. с такими знаковыми символами, как оружие, ковбойская шляпа, жилеты, лошади, салуны, ранчо и пустыни.

## Возникновение
Книги, фильмы и сборники рассказов в жанре вестерн были особо популярны в США с конца 30-х по 60-е годы XX в.
Вестерн-комиксы впервые появились в стрипах в 1920-х. Начиная с 1928 года в колонке United Media компании E. W. Scripps Company печатался комикс «Дикий Билл» (англ. Broncho Bill) авторства Гарри О’Нила, повествующий о группе под названием The Boy Rangers. Этот комикс стал пионером (фр. pionnier, pion — первопроходец, зачинатель) в жанре вестерн-комиксов. Начиная с 30-х годов в сотнях газетах по всему США печатались комиксы Red Ryder, Little Joe и King of the Royal Mounted.
Первые истории об Американском старом западе появились в комиксах с середины 1930-х годов. В их число вошли: "Jack Woods" и "Buckskin Jim", опубликованные в New Fun Comics #1 (Feb. 1935) издательством National Allied; "Captain Bill of the Rangers", опубликованном в The Comics Magazine #1 (May 1936) издательством Centaur Publications; Feature Book #1 (May 1937) издательства David McKay Publications и др. Также издательство The Funnies компании Dell Comics, начиная с тома 2 выпуска #20 (May 1938) публиковала короткие адаптации к малобюджетным фильмам жанра вестерн. Начиная с выпуска #1 (June 1938) в комиксе Crackajack Funnies компании Whitman Comics регулярно публиковались истории о Диком западе.
Первые полноценные вестерн-комиксы печатались компанией Centaur Publications. Комиксы Star Ranger и Western Picture Stories дебютировали с конца 1936 года. Серия Star Ranger закончилась в октябре 1939 года, а Western Picture Stories - в 1941 году.

## Золотой век комиксов: 1948-1960
Вестерн-комиксы стали популярными в первые годы после Второй мировой войны, когда супергерои вышли из моды. Читательский интерес к комиксам для взрослых возрос в военные годы, и вернувшиеся с войны военнослужащие хотели, чтобы в комиксах фигурировала не только тема супергероев. Популярность жанра вестерн в индустрии комиксов и других медиа дало рождение вестерн-комиксам, множество из которых начали публиковаться примерно с 1948 года.
Большинство крупных издателей комиксов, в частности, Marvel Comics и его предшественники: Timely Comics и Atlas Comics - в этот период вплотную занялись жанром вестерна. С 1948 и вплоть до 1979 года выпускался комикс Kid Colt Outlaw. Вскоре компания Marvel Comics зарекомендовала себя, как самый плодовитый издатель вестерн-комиксов вместе с другими сериями в этом жанре, включая Rawhide Kid, Two-Gun Kid, Wild Western и другими.
Серия Boys' Ranch авторства Джо Саймона и Джека Кёрби, выпускаемая издательством Harvey Comics - один из самых плодотворных примеров в жанре вестерн-комиксов. Издательство DC Comics издавала серии вестерн-комиксов All-Star Western и Western Comics. В то же время Charlton Comics издавала популярные комикс-серии Billy the Kid, Cheyenne Kid, Outlaws of the West, Texas Rangers in Action и Black Fury. Как Dell Comics, так и Fawcett Comics издавали ряд вестерн-комиксов, включая The Lone Ranger (Dell) и Hopalong Cassidy (изначально Fawcett, после прекращения существования в 1953 году последнего - DC). Издательство Avon Comics издавало ряд вестерн-комиксов, в наиболее заметных из которых фигурировали реальные исторические личности, такие как Джесси Джеймс и Дикий Билл Хикок. Издательство Youthful издавало следующие комиксы в жанре вестерн: Gunsmoke, Indian Fighter и Redskin (позже известный как Famous Western Badmen). Также издательство Toby Press издавало их собственный комикс про Билли Кида - Billy the Kid Adventure Magazine.

### Персонажи
Первым героем жанра вестерн, приключения которого были опубликованы в комиксах, был The Masked Raider, издаваемый Timely Comics начиная с 1939 года.
У ряда издательств (Timely, Atlas, Marvel) в имени множества персонажей вестерн-комиксов фигурировало слово "Kid" (от англ. kid - дитя, ребёнок): Apache Kid, Kid Colt, Outlaw Kid, Rawhide Kid, Ringo Kid, Two-Gun Kid, Western Kid и др. Другие компании также последовали этому примеру: DC Comics - Stuff, the Chinatown Kid; Charlton Comics - Billy the Kid и Cheyenne Kid; Dell Comics - Cisco Kid.
Black Rider и Phantom Rider были другими персонажами компании Marvel, когда жанр вестерн в индустрии комиксов был на своем пике. У DC были Johnny Thunder, Nighthawk, Pow Wow Smith, Tomahawk, Trigger Twins и Vigilante. Персонажи Lone Ranger и Lobo компании Dell были первыми афро-американскими персонажами, получившие свою собственную серию.

### Актёры и певцы жанравестерн, как персонажи комиксов
В 1946-1949 годах в названиях комиксов часто фигурировали имена актёров, которые снимались в фильмах жанра вестерн, и ковбойских певцов. Почти каждая звезда вестерна, большая или малая, в какой-то момент имела свою серию комиксов. Почти все издательства комиксов были втянуты в этот процесс: компания Fawcett издавала комиксы Allan Lane, Monte Hale, Gabby Hayes, Lash LaRue, Tex Ritter и Tom Mix; компания Dell - Gene Autry, Rex Allen, Roy Rogers и Wild Bill Elliott; компания Magazine Enterprises -  Charles Starrett и Тим Холт; компания Toby Press - John Wayne; также компания DC недолго издавала комиксы Дейл Эванс и Jimmy Wakely. Большинство вышеперечисленных серий были отменены к 1957 году.

### Авторы
Жанр вестерн был довольно популярным в 50-х годах XX в., и поэтому множество значимых авторов этого периода посвящали часть своего времени созданию вестерн-комиксов.
Писатель Paul S. Newman и художник Tom Gill в течение 11 лет работали над Одиноким рейнджером компании Dell Comics, выпустив 107 выпусков - это один из самых долго существующих дуэтов писатели/художники за всю историю комиксов. Ларри Либер в течение 9 лет был писателем и художником комикса Rawhide Kid компании Marvel. France Herron и Fred Ray долгое время сотрудничали вместе как писатель и художник над комиксом Tomahawk компании DC.